# Glencore
Glencore (транскр. Гленкор) је британска мултинационална тржишна и рударска компанија са седиштем у Бару, Швајцарска и регистрованом канцеларијом у Сент Хелијеру, Џерзи . Тренутна компанија настала је спајањем Glencore-а са Xstrata 2. маја 2013. Од 2015. године заузима десето место на Fortune Global 500 листи највећих светских компанија.
Као Glencore International, компанија је већ била један од водећих светских интегрисаних произвођача и трговаца робом . Била је то највећа компанија у Швајцарској и највећа светска компанија за промет роба, са уделом на глобалном тржишту у 2010. години од 60% у међународном промету цинка, 50% у бакару који се тргује на међународном нивоу, 9% на међународном тржишту жита и 3% на међународном тржишту нафте .
Glencore је имао бројне производне погоне широм света и снабдевао је међународне купце у аутомобилској, производњи електричне енергије, производњи челика и прехрамбеној индустрији металима, минералима, сировом нафтом, нафтним производима, угаљем, природним гасом и пољопривредним производима. Компанија је основана 1994. године откупом менаџмента компаније Marc Rich + Co AG (сама је основана 1974). Рангирана је на Лондонској берзи у мају 2011. године и била је саставни део FTSE 100 Index . Била је рангирана и на Хонгконшкој берзи, али се повукла у јануару 2018. године, а на Јоханесбуршкој берзи акције Glencore-а почеле су да се тргују у новембру 2013. Агенција за инвестиције у Катару је њен највећи акционар.

## Историја

### 1974–1994: Формирање и продаја
Извештај аустралијског  ABC-а (јавни радио) гласио је, „Историја Glencore-а се чита као шпијунски роман “. Милијардер и трговац робом Марк Рич је 1974. године основао компанију под називом Marc Rich & Co. AG 1974. године. Назив је скраћеница од „Global Energy Commodity Resources“ ( "Глобалних извора енергената"). Рич је био оптужен у САД за утају пореза и илегално пословање са Ираном, али га је председник Бил Клинтон помиловао 2001.
Компанија за трговину и маркетинг Trafigura је 1993. године одвојена од групе компанија Марк Рича. Као трговци робом попут Trafigura-е, главни ривали компаније  Glencorе у 2011. години били су између осталих Vitol и Cargill. Компанија Glencore 1993. и 1994. године није успела да преузме контролу над тржиштем цинка и изгубила је 172 милиона долара, па је оснивач Glencorе-а Марк Рич био приморан  да прода свој 51-постотни удео у сопственој компанији, Marc Rich & Company AG, компанији Glencore International, трговачкој и индустријској компанији.

### 2005: Договори са државама "отпадничког режима"
ABC радио је 2005. године известио да је Glencore " оптужен за илегално пословање са државама отпадничког режима: апартхејдом Јужном Африком, СССР-ом, Ираном и Ираком под Садамом Хусеином ", и да има "историју укидања ембарга УН-а да би профитирали од корумпираних или деспотских режима". Конкретно, ЦИА је именовала да је Glencore платио 3.222.780 долара илегалних повратних средстава за набавку нафте током УН -овог програма нафте и хране за Ирак. Компанија је негирала те оптужбе, наводи се у извештају ЦИА-е, који цитира АБЦ.

### 2005–2011: Glencore, Dan Gertler и Конго
У 2005. години, приход од продаје нафте Glencore-у заплењен је због истраге о корупцији у Демократској Републици Конго (Allen-Mills 17. јуна 2008).
Током догађаја у Конгу, Никанор је припојен Катанги крајем 2007. године трансакцијом вредном 3,3 милијарде америчких долара.

Новинска агенција Ројтерс је 2011. назвао Glencore "највећом компанијом за коју никада нисте чули" и навела је да су Glencore и  Dan Gertler-у спојене у Nikanor од 2007. све до спајања са Katanga Mining. Ројтерс је назвао куповину примером оптимизма Glencore-а. То је добро финансиран приступ инвестирању-фокусирање на учешће у капиталу, контролисање интереса и рад узводно од трговачких односа.
 Аквизиција је била кулминација 18 месеци склапања договора у Конгу... [укључујући борбу против контрабида] бившег енглеског крикеташа Phil Edmonds-а. . . . Почевши од јуна 2007. године, Glencore и партнер Дан Гертлер, израелски рударски магнат, платили су 300 милиона фунти за четвртину удела у рударској компанији Никанор, која је желела да оживи напуштене руднике бакра поред имовине Катанга Рударства . Тај посао је Glencore-у дао ексклузивна права на продају свих Никанорових производа - " offtake " споразум. . . . [Онда, на Бадње Вече 2008. године, изгубивши 97 процената своје тржишне вредности током претходних шест месеци ... у дубини глобалне финансијске кризе 2007. и ... недостатак новца, Катанга је прихватио посао у вредности од око 500 УСД  милионa у облику конвертибилних зајмова. Катанга је пристала да изда више од милијарду нових акција и да преда 74% компанији Glencore. . . . [До почетка 2011], са ценама бакра којима редовно постављају рекорде изнад 10.000 УСД по тони, Вредност Катангове берзе достигла је скоро 3,2 милијарде УСД. . . . После гибитка од 108 УСД  милиона у 2009. години, након куповине остварио је зараду у износу од 265 УСД у 2010. години. 
 У мају 2011. компанија је покренула ИПО, вреднујући компанију на 61 милијарду УСД  и стварање пет нових милијардера. Трговање је прве недеље било ограничено за институционалне инвеститоре, а приватни инвеститори нису смели да купују акције до 24. маја 2011.
Почетком 2011. године, извештаји Ројтерса сматрали су да би послови Liberum-овог Rawlinson-а, после иницијалне јавне понуде (ИПО), Glencore могао да развије интересовање за Евроазијску корпорацију природних ресурса са седиштем у Лондону / Казахстану. Glencore је рекао да, супротно недавним извештајима, није заинтересован за давање понуда за групу која је под ватром.

### 2011: Финансијске и рачуноводствене манипулације
Током 2011. године пет невладиних организација поднело је жалбу ОЕЦД-у против подружнице компаније  Glencore због навода да рудник који поседује у Замбији можда не плаћа довољно пореза на добит. Разлог за тужбу био је у финансијским и рачуноводственим манипулацијама које је извршилa подружница ове две компаније, Mopani Copper Mines Plc (МЦМ), како би се избегло опорезивање у Замбији. Нацрт извештаја Grant Thornton-а тврди да је избегавање пореза од стране Glencore-а у Замбији коштало замбијску владу стотине милиона долара изгубљеног прихода. Наводно је избегавање било олакшано механизмима као што су трансферне цене и надувани трошкови у Glencore-овом Руднику бакра Мопани . Рудници Мопани контролишу се преко Британских Девичанских острва, признатог пореског раја. Гленцоре и њен властити ревизор, Deloitte, одбацили су те наводе.
Због слабих глобалних цена за имовину коју је Glencore имао, посебно произвођаче угља и бакра, и за робу којом је Glencore трговао, компанија је у првој половини 2015. године остварила нето оперативни губитак од 676 милиона долара. Од септембра 2015. године вредност њених акција значајно је пала. Финансијски аналитичари објашњавају да су падајуће цене акција укључивале слабо глобално тржиште робе и висок ниво дуга Glenocore-а,  30 милијарди долара. Компанија је смањивала дуг продајом акција и имовине.

### 2011: Асоцијације са другим рударским компанијама
Поред осталих главних произвођача угља, Glencore је такође велики акционар у globalCOAL, мрежној платформи за трговање угљем. Одбор globalCOAL-а садржи бројне акционаре електропривредних предузећа.
Односи Glencore-а постоје и са: Century Aluminum Co (CENX; 44% економског власништва)  у САД; Minara Resources Ltd (АУ: МРЕ), 70,5% удела једном од три највећа произвођача никла у Аустралији  ; Уједињеном компанијом Rusal (ХК: 486; 8.8%), руском алуминијумском гиганту који је отворен 2010. године.
Средином 2011. године, Century је назван "једном од највећих залиха у последњих неколико година", али је идентификован као ризична, али потенцијално профитабилна инвестиција за будућност.

### 2011–2012: Почетна јавна понуда
Glencore је био предмет иницијалне јавне понуде (ИПО) у мају 2011. у двоструком списку у Лондону и Хонг Конгу чија је вредност била око 60 милијарди америчких долара. Документ од 1.637 страница открио је непроцењиве информације о овој приватној компанији која је остала дискретна тридесет седам година. Учешће Ивана Гласенберга разблажено је са 18,1% пре ИПО процента на 15,8% након тога. Daniel Mate и Telis Mistakidis, директори цинка, бакра и олова разблажени су са 6,9% на 6%. Гленцоре је јавно иступио бруто приход од око 10 милијарди долара. Према Ројтерсу, Гленцоре је познат по својој „опортунистичкој, али уносној стратегијизи стицања“. У мају 2011. године Aabar Investments у државном власништву Уједињених Арапских Емирата потврдио је улагање у износу од 850 милиона долара у Glencore International plc као главни улагач са намером да уложи додатних 150 милиона долара у Глобалну понуду. Ова инвестиција учинила је Аабара највећим улагачем у почетној јавној понуди (ИПО) и највећим новим акционаром Гленцоре-а након његовог ИПО-а, чиме је Аабару дао 1,4% удела. Две фирме намеравају да истраже подручја сарадње.
У новембру 2012. Абу Дабијев Aabar Investments, једна јединица државе Уједињени Арапски Емирати у власништву Абу Дабија International Petroleum Investment Company, отписала је више од $ 392 милиона од $ 1 милијарде инвестиција у Гленкоров ИПО мање од две године након што је инвестирања у њега. Aabar Investments био је највећи нови акционар компаније Гленцоре.

### 2012–2013: Спајање сa Xstrata
Пре спајања са Xstrata, Glencore je служио као маркетиншки партнер за компанију. Од 2006. године, власници Glencore -а и Иван Гласенберг били су на врху Ксстрата којом је Стротхотте председавао. Према писању The Sunday Times, до 2006. године, Glencore је контролисао 40% акција Xstrata и именовао извршног директора Xstrata, Mick Davis-а . У фебруару 2012. године, Glencore International Plc пристао је да купи Xstrata за 39,1 фунта  милијарда (62 УСД)   милијарди) у акцијама. Гленцоре је понудио 2,8 нове акције за сваку Xstrata акцију у договореном алл-схаре "спајању једнаких". То је највеће преузимање рудника икад, а након одобрења створио би се ентитет са продајом у 2012. години од 209 америчких долара  милијарде. У јуну 2012. године, Glencore и Xstrata почели су преиспитати предложени пакет задржавања ради њиховог спајања, уследивши против акционара против велике исплате руководиоцима. Укупно је 73 кључних руководилаца примило преко 170 милиона ГБП у оквиру иницијалног пакета задржавања.
Октобра 2012, BBC News јавио је да Glencore има више бродова него британска Краљевска морнарица . Операције компаније Glencore у 40 земаља водиле су 3% светске потрошње нафте. У операцијама Xstata у више од 20 земаља запослено је 70.000 људи. Према рударском аналитичару John Meyer-y, ако би се две компаније спојиле у Glencore Xstata, оне би биле четврти највећи трговац робом на свету.
Непосредно пре него што је заврши принудно преузимање априла 2013. године рударског ривала Xstratа, док је чекао кинеско регулаторно одобрење за његово дуго планирано спајање, највећег разнородног трговца робом на свету, годишњи приход компаније Гленкор пао је за 25%, пошто је његова трговинска подела надокнадила утицај слабе цене робе. Укључујући утицај умањења вредности која се односи на рекласификацију удела код руског произвођача алуминијума РУСАЛ, нето приход је пао 75%. Дана 2. маја 2013. године окончало је спајање с Xstratа. 20. маја 2014. године, Glencore Xstata је променила име у Glencore plc. Након спајања с Glencore-ом, извршни директор Xstrata Trevor Reid, најавио је да више неће радити као запослени, већ ће постати саветник. Након 11 година учешћа, ово је обележило огроман помак у компанијској стратегији и Xstrata је ушла у раздобље post-Reid.

### Инвестиције у Канади
GlencoreXstrata управља рудником у Нунавуту .

### Улагања у Колумбији
Швајцарска јавна телевизија (TSR) известила је 2006. године да су против Glencore-а подигнуте оптужбе за корупцију и тешка кршења људских права због наводног понашања његове колумбијске рударске компаније Cerrejón. Председник локалног синдиката Francisco Ramirez оптужио је Cerrejón за присилне експропријације и евакуације целих села како би се омогућило ширење рудника, у сарадњи са колумбијским властима. Представник локалних Индијанаца Wayuu оптужио је и колумбијске паравојне и војне јединице, укључујући оне оптужене за рударско обезбеђење Cerrejón, да су насилно отерали Wayuu са њихове земље у ономе што је она описала као "масакр".  
ББЦ-јева истрага 2012. открила је документе о продаји који показују да је компанија платила сарадницима паравојних убица у Колумбији. Године 2011, колумбијски суд је рекао бившим паравојним парницама да су украли земљу како би је могли продати подружници  Glencore-а  Prodeco, да покрену рудник угља у отвореном облику; суд је прихватио њихове доказе и закључио да је угљен мотив за масакр. Гленцоре је оспорио одлуку суда.
Glencore / Xstrata-ова "огромна операција угља у Колумбији, Продецо, кажњена је у износу од скоро 700.000 УСД у 2009. години због угрожавања животне средине [које су се одвијале у претходним годинама], укључујући одлагање отпада без дозволе и производњу угља без плана управљања животном средином." 
Активности Glencore / Xstrata у Колумбији под њиховом подружницом Продецо истраживала је холандска невладина организација  Pax for Peace . Открили су да су „од 1996. до 2006. године становници рударског региона Цесар у Колумбији, из којих европске енергетске компаније снабдевају већину свог угља, претрпеле велико насије од павојних војника. . . Рударске компаније Продецо подржале су паравојне снаге финансијама, опремом и информацијама. Рударске компаније негирају било какву укљученост, али оне жртве кршења људских права које се залажу за своја права и даље су угрожене. " Угаљ који Продецо ископава назива се "Угљем крви". Pax је објавио извештај и укључио сведочење жртава и паравојне јединице која је напала домородачко становништво.

### Инвестиције у Еквадору
"У Еквадору, актуелна влада је покушала да смањи улогу коју имају посредници попут Glencore-а са државном нафтном компанијом Petroecuador " због питања о транспарентности и праћењу, навео је Fernando Villavicencio, аналитичар нафтног сектора са седиштем у Киту.

### Инвестиције у Замбији
Према чланку Ројтерса из 2011, "Званичници у Замбији верују да загађење из Glencore-овог рудника Mopani узрокује киселе кише и здравствене проблеме у подручју у коме живи 5 милиона људи". Надоградња постројења за производњу минерала Mopani довршена је у марту 2014. године чиме је елиминисана емисија 97 процената сумпор-диоксида у складу са препорученим међународним стандардима Светске здравствене организације (СЗО). Извештава се да су емисије премашиле препоруке ВХО-а за фактор 70 до 2013. Емисије сада премашују препоруке за 3% од 70% = 210%.
У јануару 2019. делегација Федералног одељења за спољне послове под вођством Ignazio Cassis-а посетила је руднике бакра Мопани који такође производе и кобалтне руде. Швајцарска влада је раније издала смернице о људским правима за фирме које послују у робном сектору, што је од стратешког значаја за обе земље. Посету су оштро критиковале групе Амнести Интернашионал и Швајцарске, док је савезни одбор бранио свој став, истичући модернизацију производних погона, побољшање здравствене заштите и бољу обуку младих радника.

### Инвестиције у Бразилу
Glencore је у јуну 2018. године купио 78% удела у бразилској компанији Ale Combustíveis S.A. Кроз Ale Combustíveis имао је за циљ прошири мрежу за дистрибуцију горива форсирањем споразума са непознатим бензинским станицама.

### Инвестиције у Демократску Републику Конго
Компанија Luilu Рафинерија бакра користи киселину за вађење бакра. Три године након преузимања рудника, наставила је да дозвољава отпадној киселини да се слива у реку. Извршног директора  Ivan Glasenberg-а интервјуисао је за Панораму John Sweeney и рекао да је „Било је немогуће брже санирати“  Гленцоре је рекао да је загађење почело много пре него што је компанија преузела рафинерију и да је она сада завршила. Новинар из Гардиана пронашао је децу од десет година под земљом у руднику Тилвезембе, за коју је компанија из проспекта 2008. рекла да се затворила због пада цена бакра. Цене су се касније опоравиле. Извршни директор Glasenberg рекао је да та компанија не профитира од дечијег рада, а деца рудари су ишли са занатским рударством оближњих становника што је Glencore покушао спречити. Али Панорама је пратила пошиљку бакра из рудника до постројења Groupe Bazano и од тог постројења до топионице Glencore-а у Замбији .
Glencore је такође оптужен за набавку недозвољених „минерала у сукобу“  У детаљном писму упућеном Global Witness-у компанија је негирала било какве неправде.
Glencore је 2012. године купио улоге у руднику Kansuki у јужној провинцији Катанга у Конгу. Према Global Witness-у, влада Конга пренела је 75% удела у руднику Кансуки у тајности и по веома потцењеним ценама у јулу 2010. године на компанију за коју има интерес Дан Гертлер, који је близак пријатељ председника Жозефа Кабила . Само месец дана касније, у августу 2010. године, Glencore је преузео половину акција компаније која је стекла тај 75% удела, постајући оператор рудника. Glencore финансира целокупни развој рудника Кансуки, с тим да сноси трошкове за остале партнерске компаније, које су повезане са господином Гертлером. Glencore је рекао у то време „Током периода када су се те трансакције одвијале, Glencore је генерално одлучио да не повећа свој удео у ДРЦ пројектима.“ 

### Западна Сахара
У 2013. и 2014. години, подружница компаније Glencore Xstrata добила је две дозволе за бушење на обали Западне Сахаре. Лиценце се додељују упркос очигледном кршењу међународног права, како је то УН описао 2002. године.

### Рајски папири
Дана 5. новембра 2017. године, Рајски папири, сет поверљивих електронских докумената који се односе на offshore инвестирање, открио је да је Гленцоре позајмио 45 милиона америчких долара израелском милијардеру Dan Gertler-у у замену за његову помоћ са званичницима Демократске Републике Конго у преговорима о заједничком улагању са државном компанијом Gécamines у руднику бакра Katanga, у којем је један од чланова одбора био главни акционар Glencore-а Telis Mistakidis. Glencore који је преузео Катангу, пристао је да гласа за заједничко улагање. Документ о зајму обезбеђује отплату дуга ако се не постигне споразум за три месеца. Gertler и Glencore су негирали наведено кривично дело. Appleby је радио у компанији Гленцоре на великим пројектима, чак и после његове оптужнице 1983. Рич је у Сједињеним Државама оптужен за утају пореза и склапање контроверзних нафтних уговора са Ираном током иранске талачке кризе . Добио је председничко помиловање од америчког председника Била Клинтона 20. јануара 2001, последњег Клинтоновог дана на тој функцији  .
Доказано је да је аустралијска филијала Glencore-а остварила око 25 милијарди долара валутним свапова, сложених финансијских инструмената за које аустралијска порезна канцеларија верује да ће се користити да не би плаћао порез у Аустралији. Glencore је такође сувласник велике флоте теретних возила за угаљ SwissMarine.

### Реакције на америчке санкције
У априлу 2018. године компанија је кренула да ограничава изложеност Oleg Deripaska-а тако што је поништила план замене 8,75% удела произвођача алуминијума United Co. Rusal за акције у једној компанији Deripaska, лондонској En+ Group Plc. Трговац робом је такође објавио да је извршни директор Ivan Glasenberg поднео оставку из Rusal-ове управе. Међутим, добио је део акција  Deripaska у Rusalна основу споразума између Deripaska и Министарства финансија САД који је смањио утицај Deripaska на произвођаче алуминијума у замену за уклањање његовог имена са листе санкција.

### Истрага Министарства правде САД
Дана 3. јула 2018. компанија је саопштила да је од Министарства правде САД- а добила позив за суд „да достави докумената и друге записе у вези са поштовањем Закона о корупцијској пракси у иностранству и статуту прања новца Сједињених Држава“. Тражени документи односе се на пословање Glencore групе у Нигерији, Демократској Републици Конго и Венецуели од 2007. до данас. У мају 2018. године Bloomberg је објавио да ће британска Канцеларија за озбиљне преваре такође покренути истрагу о примању мита за Glenore-ове аранжмане са Dan Gertler-ом и председником ДРЦ-а Жозефом Кабилом.

### Истрага америчке комисије за трговање робом будућности
У априлу 2019. године америчка Комисија за трговање робним обавестила је компанију о истрази да ли је прекршила делове Закона о робној берзи или прописе који се односе на коруптивне поступке повезане са робом.

## Финансијски подаци
| Година      | 2013    | 2014    | 2015    | 2016    | 2017    | 2018    | 2019    |
| ----------- | ------- | ------- | ------- | ------- | ------- | ------- | ------- |
| Приход      | 232.694 | 221.073 | 170.497 | 152.948 | 205.476 | 219.754 | 215.111 |
| Нето приход | −7.298  | 2.444   | −8.114  | -1.187  | 5.162   | 2.616   | -1.506  |
| Средства    | 154.932 | 152.205 | 128.485 | 124.600 | 135.593 | 128.672 | 124.076 |
| Запослени   | 190.000 | 181,349 | 156,468 | 154,832 | 145,977 | 158,000 | 160.000 |

## Операције
У мају 2014. компанија је најавила да ће крајем 2015. године затворити свој подземни рудник угља Newlands у Квинсленду у Аустралији. Рудник, започет 1983. године, произвео је 2,8 милиона тона термалног угља у 2013. години. Компанија је раније обуставила пословање у свом подземном руднику Ravensworth након пада цене угља, ескалације трошкова производње и вишег аустралијског долара.
У фебруару 2019. године, Glencore је објавио да ће смањити производњу у једном од својих највећих рудника бакра и кобалта у Конгу. Рудник Мутанда је у 2018. произвео 199.000 тона бакра и 27.000 тона кобалта, што представља отприлике петину светске производње кобалта. Ограничење производње је вероватно привремено, јер компанија истражује нове рударске технике.

## Лобирање
Glencore ангажује политичке лобисте у разним јурисдикцијама где има интереса.
У Јужној Аустралији компанију заступа Capital Hill Advisory.
Дана 6. марта 2019. године, Аустралијски Гардиан открио је да се Glencore, уз помоћ консултантске фирме CT Group, укључио у велику, глобално координисану лобистичку кампању за промоцију коришћења угља "подривајући активисте у животној средини, утичући на политичаре и ширeћи софистицираних порука на друштвеним мрежама. "  Кампања је започета 2017. године и трајала је до 2019. године, када је у фебруару затворена, преноси Glencore.

## Управни одбор
Од октобра 2014. године:
- Tony Hayward (Тони Хевурд) - Неизвршни председавајући извршног одбора
- Ivan Glasenberg (Иван Глезенбург) - Извршни директор
- Peter Grauer (Петар Граур) - Неизвршни директор
- Peter Coates (Петар Коуц) - Неизвршни директор
- Leonhard Fischer (Леон Фишер) - Неизвршни директор
- William Macaulay (Вилијам Маколи) - Неизвршни директор
- John Mack (Џон Мек) - Неизвршни директор
- Patrice Merrin (Патрис Мерен) - Неизвршни директор